# Flávio Luiz

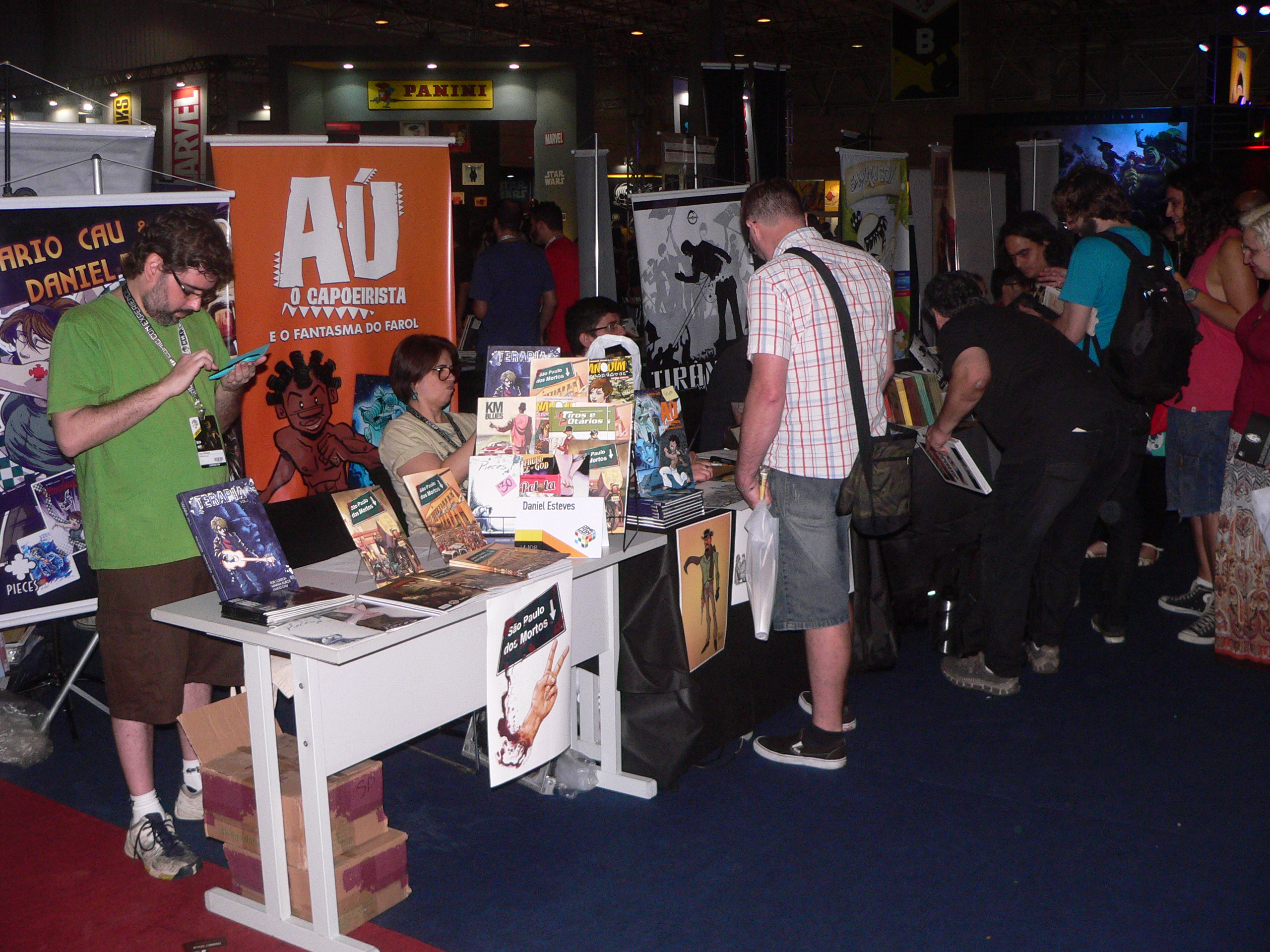
Mesa de Flávio Luiz Nogueira na Comic Con Experience, dezembro de 2014.

Flávio Luiz Rodrigues Nogueira ou simplesmente Flávio Luiz (Salvador) é um cartunista, desenhista, chargista brasileiro.
Criador de Aú, o Capoerista, BD brasileira sobre um jovem capoeirista negro e de "ayne Mastodonte, que recebeu o Troféu HQ Mix de melhor revista independente de 2000 e das tiras Rota 66 e Jab, um Lutador vencedor de vários salões de humor no Brasil e no exterior.

## Biografia
Flávio começou a trabalhar como ilustrador para agências de publicidade e blocos de carnaval entre 1986 e 1988. Trabalhou como diretor de arte em 1989 para a Propeg-Bahia. Seu trabalho de maior repercussão foi um cartum onde satirizou uma campanha de outra agência.
De 1993 a 1995 Flávio foi chargista e ilustrador do Jornal Bahia Hoje. Por uma charge sobre a morte de Ayrton Senna chegou a receber menção honrosa na Câmara dos Vereadores de Salvador.
Em 1994 foi contemplado com o primeiro lugar na categoria cartum no Salão Internacional de Humor de Piracicaba, o mais importante salão de humor do Brasil. No final de 1995 Flávio mudou-se para Barcelona, na Espanha, onde aprimorou sua técnica em cursos especializados em quadrinhos na Escola Joso.
De volta ao Brasil, em 1997 foi contemplado com menção honrosa no Festival Internacional de Humor "Sem Aids com Amor".
Em 1998 foi terceiro lugar na categoria caricatura e menção honrosa em cartum no 1º Salão de Humor de Salvador. Ainda em 98 foi de sua autoria as caricaturas do projeto vencedor de decoração do Carnaval Tropicalista de Salvador e o próprio mascote do carnaval.
Em 1999 foi premiado com o terceiro lugar no 1º Salão de Humor de Natal, Rio Grande do Norte. Em maio de 99, finalmente, consegue lançar sua primeira publicação com personagens exclusivamente seus. A coletânea de tiras de Jab - Um lutador e Rota 66. Na 3ª Feira Internacional do Livro da Bahia, lançou em setembro, também de forma independente, a revista em quadrinhos Jayne Mastodonte Adventures.
Ganhou o primeiro lugar no II Salão de Humor de Salvador - Shopping Lapa, na categoria quadrinhos.
Em agosto de 2000 ganha o HQMix 2000 de melhor publicação em quadrinho independente de 1999 para a revista Jayne Mastodonte Adventures #1. Este prêmio é considerado o Oscar do quadrinho nacional. No fim do mesmo mês é premiado com o 1º lugar na categoria charge do 27º Salão Internacional de Humor de Piracicaba. Entra assim para a galeria dos poucos premiados duas vezes em Piracicaba em categorias diferentes.
No ano de 2002 recebeu o prêmio especial no I Festival Internacional de Cartum da Suécia, em Malmo, com o tema ecologia. Recebeu também menção honrosa no concurso de Tapumes para a decoração do Carnaval Baiano.
Em 2003 ganha o 16º Salão de Humor de Volta Redonda na categoria charge, ironizando um “Lulatrix” às voltas com diversos clones da Senadora Heloísa Helena, marcando o momento político “saia justa” do atual Governo.
Ainda em 2003 ganha o 4º lugar no 1º Festival Internacional de Humor Gráfico de Foz do Iguaçu, com o tema água.
Em 2005, o site da distribuidora americana Diamond Comics publica uma fanart de Flávio do personagem O Escapista, criação de criação dos personagens Joe Kavalier e Sammy Clay do livro As Incríveis Aventuras de Kavalier & Clay de Michael Chabon.
Em 2006, ilustra a graphic novel O Messias, escrita por Gonçalo Junior e publicada pela Opera Graphica.
Em 2007 recebe o Primeiro Troféu Alfaitaria de Fanzines de melhor revista independente com Jayne Mastodonte #2.
Lança em 2008 Aú, o capoeirista, nos moldes das tradicionais BDs franco-belgas, com uma personagem negro e capoeirista.
Em 2009, participa do álbum MSP 50, álbum em homenagem aos 50 anos de carreira de Mauricio de Sousa, Flavio escreveu e ilustrou uma imagem onde o Astronauta viaja no tempo e encontra o pré-histórico Piteco
No ano seguinte publica o álbum O Cabra sobre um cangaceiro de um futuro distante.
Em 2014 publicou pela sua editora, a Papel A2 Texto & Arte, a segunda aventura do Aú, intitulada Aú o capoeirista e o fantasma do Farol, que veio a ganhar o HQMix de melhor álbum infanto-juvenil em 2015, publicada através de financiamento coletivo na plataforma Kickante.
Seus trabalhos fazem parte dos acervos do Museu of Cartoon Art - Boca Raton - Flórida, Gibiteca do Henfil - SP, Word & Pictures Museum – Massachussets, e do livro, “Uma História do Brasil através da Caricatura” entre outros. Colaborou com as revistas Bundas e O Pasquim 21.
Em 2015, publicou a coletânea "3 Histórias de Terror e Uma Nem Tanto", com historias roteirizadas por Lica de Souza, espaço do quadrinista, no mesmo ano, tiveram o projeto "Histórias paulistanas" aprovado pelo ProAC – Programa de Ação Cultural do Estado de São Paulo, no Concurso de Apoio a Projetos de Criação e Publicação de Histórias em Quadrinhos no Estado de São Paulo.
Em 2016, participou do Artist's Alley da Comic Con Experience, onde ilustrou caricaturas baseadas no filme Valerian e a Cidade dos Mil Planetas, baseada em uma série de quadrinhos franco-belga Valérian de Pierre Christin e Jean-Claude Mézières, a ação de marketing foi promovida pela distribuidora Diamond Films.
Em 2017, passa a ministrar um curso de caricatura. No mesmo ano, participou do artbook Kirby & Me, dedicado ao quadrinhista Jack Kirby e publicado na França.
Em 2018, lançou o álbum Agente Sommos e o Beliscão Atômico na Comic Con Experience, o álbum é o primeiro da série Agente Sommos e possui um prefácio de Reinaldo Figueiredo do coletivo Casseta & Planeta e um posfácio do quadrinista e editor Ota. Em dezembro de 2019, novamente na Comic Con Experience lançou o álbum Agente Sommos - Hora, hora, hora, Sommos!.
Em 10 de setembro de 2020, a série de tiras Rota66 começou a ser publicada online integralmente em Portugal no site Bandas Desenhadas. Em outubro de 2022, a loja de roupas Reserva lançou uma coleção dedicada ao Pica-Pau intitulada Reserva + Pica-Pau, na compra de um produto da coleção, o cliente ganhava um revista em quadrinhos ilustrada por Flavio Luiz.